# Alan Francis Chalmers
Alan Francis Chalmers (Gran Bretanya, 1939) és un filòsof de la ciència britànic-australià, físic, escriptor i professor associat a la Universitat de Sydney.
És llicenciat en Física per la Universitat de Bristol i doctorat per la de Londres. Establert a Austràlia des del 1971, ha sigut professor de diverses universitats del país i fou nomenat, el 1997, membre de la Australian Academy of the Humanities. Ha treballat com a professor del departament de Filosofia de la Universitat de Flinders des de 1999 i el 2007 ho fou a la Universitat de Pittsburgh. Ha publicat diversos llibres i papers com What Is This Thing Called Science? el 1976, Science and Its Fabrication el 1990 o The Scientist's Atom and the Philosopher's Stone – How Science Succeeded and Philosophy Failed to Gain Knowledge of Atoms el 2009, entre d'altres.